# Стеля Сікстинської капели
Фрески стелі Сікстинської капели — один із наймонументальніших творів італійського скульптора і художника  Мікеланджело Буонарроті. Цей цикл фресок вважається своєрідним компендіумом мистецтва Мікеланджело, епохи Відродження та християнської теології, найяскравішим прикладом антропоцентризму Ренесансу. Гете сказав, що: «не побачивши Сікстинську капелу, важко собі наочно уявити те, що може зробити одна людина».

## Історія створення

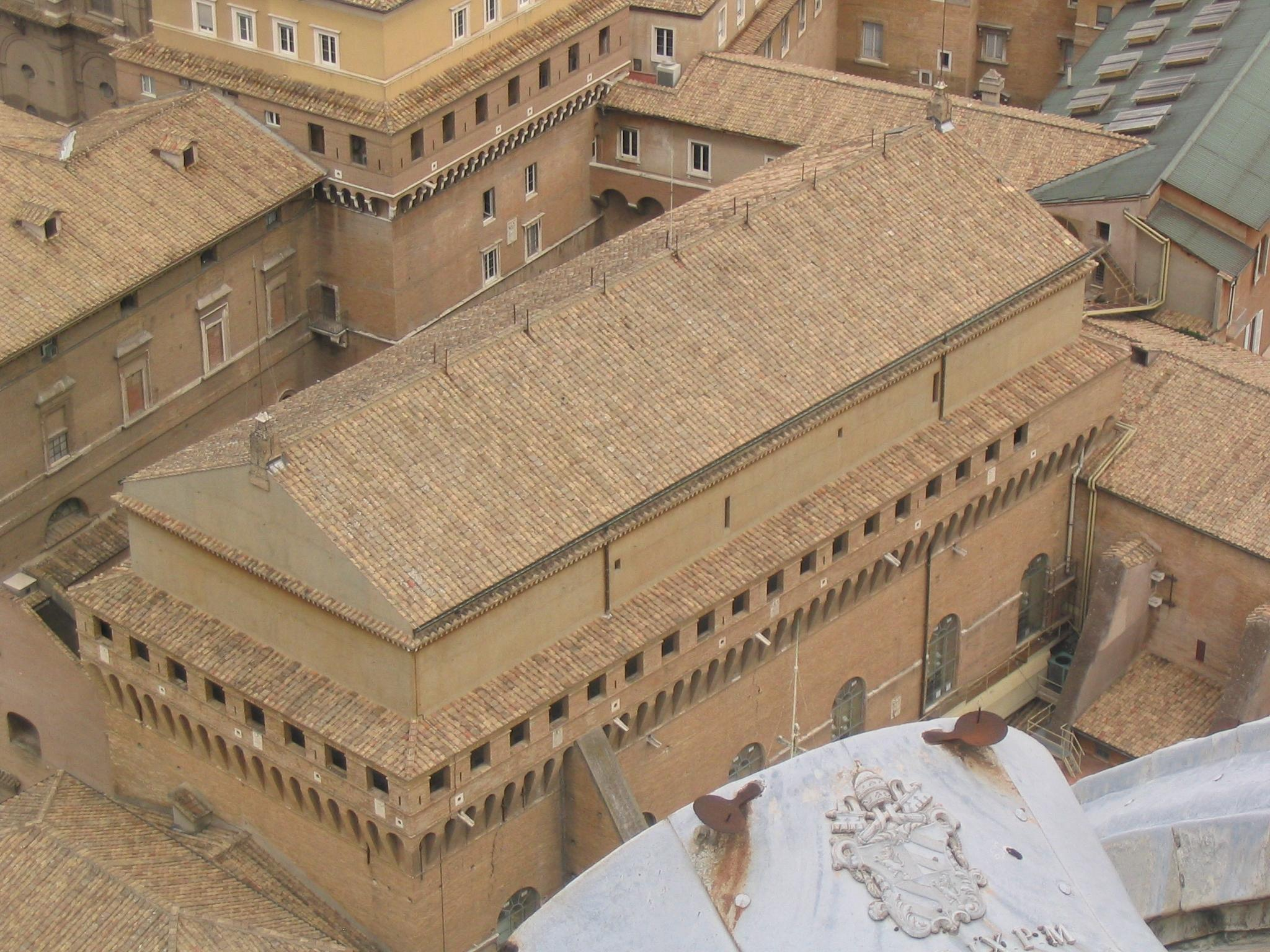
Сікстинська капела

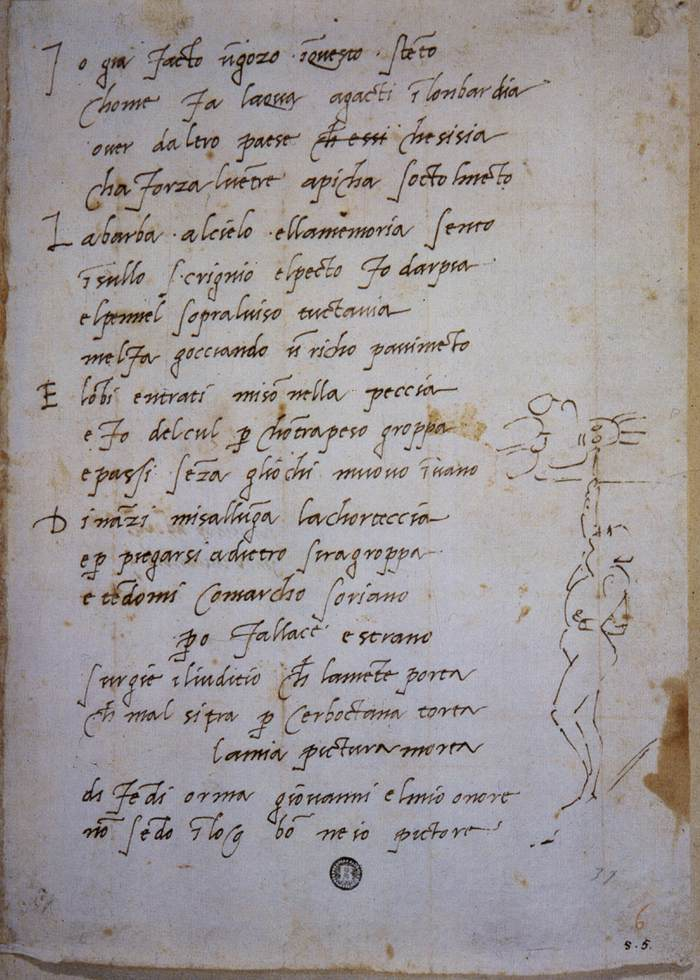
Сонет Мікеланджело з карикатурою

Сікстинську капелу було споруджено у другій половині XV ст., на замовлення папи Сікста ΙV, дядька Юлія II. На початку 1480-их років вівтар та бічні стіни були прикрашені фресками з євангельськими сюжетами та сценами з життя Мойсея та Христа такими живописцями як П'єтро Перуджіно, Сандро Боттічеллі, Доменіко Ґірландайо, Сіньйореллі та Росселлі, а над ними були розміщені портрети пап. Стеля була розмальована під блакитне небо із золотими зорями П'єрматтео да Амелія.
Навесні 1508 році Юлій II викликав митця до Риму, але не для продовження роботи над своєю гробницею, перший договір на створення якої було укладено ще 1505 року, а для розпису фресками стелі Сікстинської капели. Відомо, що Мікеланджело відмовлявся від замовлення, адже він був скульптором, а не живописцем. І не працював із фрескою. Про це він жалівся і батькові в листах[а], і у своєму сонеті «Нажив я воло тут, на риштуванні…»:
Дарма з моєї праці отакої

Милуєшся, Джованні, — як не є,

Живопис — то мистецтво не моє
Мікеланджело, сонет IX
Спочатку передбачалося прикрасити стелю та зобразити фігури дванадцятьох апостолів на фоні ніш. Однак, уже у червні 1508 року Мікеланджело наполіг на зміні умов договору з Юлієм ІІ. За новим договором він сам мав право визначити тематику фресок стелі. Про це він згадував у листі від 1523 року, коли з гордістю писав, що переконав папу в «убогості» (італ. cosa povera) цього задуму і одержав повну свободу.
10 травня 1508 року Мікеланджело приступив до розпису стелі. Робота тривала більше двох років, у період між 1508 та 1512, за мінімальної участі помічників. Згідно з задумом митця, на бічних стінах капели представлені Епоха Закону (Мойсей) та Епоха Благодаті (Христос), а сама стеля зображає початок історії людства, Книгу Буття.
14 серпня 1511 року відбулося відкриття готової на той час частини розпису. Початок 1512 року — завершення роботи Мікеланджело. Урочисте відкриття — 31 жовтня 1512 року.

## Структура
Фрески стелі Сікстинської капели є складною структурою, що складається з намальованих елементів архітектурної декорації, окремих фігур і сцен. По боках від центральної частини стелі під намальованим карнизом розміщені гігантські фігури старозавітних пророків і язичницьких сивіл, що сидять на тронах. Між двома карнизами зображені поперечні смуги, що імітують зведення — ними розмежовано великі й дрібні оповідні сцени з Книги Буття. У люнетах і сферичних трикутниках під розписом, також розміщені сцени. Численні фігури, зокрема знамениті «ignudi» («інюді»), обрамляють сцени з Книги Буття.
Сцени з Книги Буття, як і композиції на бічних стінах, розташовані в хронологічному порядку, від вівтаря до входу. Виділяються три тріади. Перша пов'язана зі створенням світу — «Відділення світла від темряви», «Створення світил небесних» та «Розмежування тверді та води». Друга — «Створення Адама», «Створення Єви», «Спокуса і вигнання з Раю» — присвячена створенню людства та його гріхопадінню. Остання оповідає історію Ноя, що закінчується його сп'янінням — «Жертва Ноя», «Потоп», «Сп'яніння Ноя». Адам у «Створенні Адама» і Ной у «Сп'янінні Ноя» зображені в однаковій позі: у першому випадку людина ще не володіє душею, у другому — від неї відмовляється. Таким чином, ці сцени показують, що людство не один раз, а двічі позбавлялося божого благовоління.
Оповідь витримана у дусі героїчного й піднесеного гуманізму; і жіночим, і чоловічім фігурам властива героїчна сила. Фігури оголених щитоносців, що обрамляють сцени, свідчать про особливості смаку Мікеланджело та його реакції на класичне мистецтво. Узяті разом, вони є енциклопедією положень оголеного людського тіла[б]. Мікеланджело не був схильний до спокійного ідеалізму скульптури Парфенона. Він віддавав перевагу могутньому героїзмові римського мистецтва, еллінізму, що притаманний трагічній, сповненій пафосу групі Лаокоон, знайденій у Римі у 1506 р.

## Образ у мистецтві
У біографічному романі Карела Шульца «Камінь і біль» (1943) образ майбутніх фресок постає перед Мікеланджело під час ранішньої меси, яку служив папа Юлій II:
|  | (…) йому здалося, що всі, від початку світу й по майбутні віки приходять сюди, щоб слухати ці папські молитви, від створення Адама й аж до смерти останньої людини увесь час повторюватимуться ці святі слова, пророки й шанувальники Божого слова, патріархи й мученики - всі присутні при цьому (…) |

Про «його титанічний образ Саваофа під стелею величного храму…» згадував герой роману Івана Багряного «Сад Гетсиманський».
Темі фресок стелі Сікстинської капели присвячені документальний фільм «Мікеланджело та Сікстинська капела» (2006), серія «Таємниці Сікстинської капели: Загадка Мікеланджело» (тележурнал «20/20», 2008). Фреска «Створення Адама» пародіюється в епізоді «Севільський Гомер» (серіал «Сімпсони», 2007).

## Виноски
1. ↑  Wallace, 2010, с. 29.
2. ↑  Микеланджело. Поэзия. Письма. Суждения современников, 1983, с. 14.
3. ↑  «…Ohne die Sixtinische Kapelle gesehen zu haben, kann man sich keinen anschauenden Begriff machen, was ein Mensch vermag» (Dorothea Scholl, Von den «Grottesken» zum Grotesken, p. 363)
4. ↑  Johann Wolfgang von Goethe, Italian Journey (1786-1788), August 23, 1787. Архів оригіналу за 21 липня 2013. Процитовано 6 березня 2012.
5. ↑  William E. Wallace. The Treasures of Michelangelo, p. 28
6. ↑  Мікельанджело Буонарроті. Нажив я воло тут, на риштуванні... (в перекладі Мойсея Фішбейна). Архів оригіналу за 21 липня 2013. Процитовано 7 березня 2012.
7. ↑  Микеланджело. Поэзия. Письма. Суждения современников, 1983, с. 13.
8. ↑  Роллан, 1992, с. 106 —107.
9. ↑  Камінь і біль, 2006, с. 620.
10. ↑  Іван Багряний. Сад Гетсиманський. www.myukrainci.com. с. 160. Архів оригіналу за 21 липня 2013. Процитовано 6 квітня 2012. Перед внутрішнім зором хтось листає велику книгу… Дива мистецтва, такі чіткі й яскраві й такі хвилюючі, якими вони ніколи не були, напливають одне на одне… (…) Шкіци Мікеланджело й його титанічний образ Саваофа під стелею величного храму…